# Pillarizzazione
Pillarizzazione (verzuiling in olandese, pilarisation in francese) è un termine usato per descrivere l'organizzazione dei cittadini secondo appartenenze religiose e politiche nei Paesi Bassi e in Belgio, mentre altri esempi di questo fenomeno sono il Libano, l'Austria, l'Irlanda del Nord, Israele e Malta.
Nella società olandese e in quella belga si è infatti verificato un processo di segmentazione verticale, dove i singoli segmenti, o "pilastri" (in olandese: zuilen) sono le varie religioni e ideologie politiche (cattolici, protestanti, liberali, socialisti). Ognuno di questi pilastri ha creato le proprie istituzioni sociali: giornali, radio, televisioni, partiti politici, sindacati, scuole, ospedali, imprese di costruzioni, università, associazioni di scout e società sportive. In alcuni casi le aziende assumevano solo personale di una specifica religione o ideologia. L'esito di questo processo è stata una situazione in cui molte persone di un dato pilastro non avevano alcun tipo di contatto con persone appartenenti a un pilastro diverso dal proprio.

## Situazione nei Paesi Bassi
Nei Paesi Bassi c'erano (almeno) tre pilastri: protestante, cattolico e socialdemocratico. Quasi tutti i cattolici appartenevano al pilastro cattolico. I protestanti conservatori si unirono al pilastro protestante, mentre i protestanti latitudinari e gli atei si unirono al pilastro socialista, oppure a nessun pilastro. Il partito conservatore protestante, l'Unione Cristiana-Storica (Christelijk-Historische Unie, o CHU) non organizzarono un proprio pilastro ma si collegarono al pilastro protestante nella forma del Partito Anti-Rivoluzionario (Anti-Revolutionaire Partij, o ARP). Originariamente la pillarizzazione fu iniziata dal Partito Anti-Rivoluzionario, sulla base della propria filosofia, la "sovranità delle sfere". Gli appartenenti al pilastro socialista erano soprattutto membri della classe operaia. Le persone non associate ad alcuno di questi pilastri, soprattutto i protestanti latitudinari della classe media e dell'alta borghesia, insieme agli atei, organizzarono il proprio pilastro: il pilastro generale. I legami tra le organizzazioni generali erano molto meno forti. I partiti politici di solito associati a questo pilastro erano la lega liberal-democratica Vrijzinnig Democratische Bond (VDB) e il partito liberale statale Liberale Staatspartij (LSP), anche se si opponevano alla pillarizzazione. I comunisti e i protestanti ultra-ortodossi crearono organizzazioni simili, però tali gruppi erano molto più piccoli.
La tavola che segue elenca le istituzioni più importanti per pilastro:
|                                              | Protestante                                                                                                | Cattolico                                                                  | Social-Democratico                           | Liberale                                             |
| -------------------------------------------- | --- | -------------------------------------------------------------------------- | -------------------------------------------- | ---------------------------------------------------- |
| Partito politico prima del 1945              | ARP (gereformeerd); CHU (hervormd)                                                                         | RKSP                                                                       | SDAP                                         | VDB (liberali di sinistra); LSP (liberali di destra) |
| Partiti politici dopo il 1945                | ARP e CHU                                                                                                  | KVP                                                                        | PvdA                                         | VVD (liberali conservatori); D66 (social-liberali)   |
| Emittenti radio e televisive                 | NCRV (Associazione Radiofonica Cristiana Olandese); VPRO (Organizzazione Radiofonica Protestante Liberale) | KRO (Katholieke Radio Omroep, Associazione Radiofonica Cristiana Olandese) | VARA (Associazione Operaia dei Radioamatori) | AVRO (Organizzazione Radiofonica Unita Generale)     |
| Sindacati                                    | CNV (Unione Nazionale Cristiana)                                                                           | NKV (Unione Cattolica Olandese)                                            | NVV (Alleanza Olandese dei Sindacati)        | ANWV (Sindacati Generali degli Operai Olandesi)      |
| Organizzazioni rappresentative delle imprese | PCW | NKW                                                                        | nessuno                                      | VNO                                                  |
| Giornali                                     | Trouw | Volkskrant                                                                 | Het Vrije Volk                               | NRC Handelsblad                                      |
| Scuole                                       | "Scuola con la Bibbia" (School met de Bijbel), istruzione orientata verso il protestantesimo               | Scuola Cattolica                                                           | Scuole libere, Scuole pubbliche              | Scuole pubbliche                                     |
| Università                                   | Vrije Universiteit                                                                                         | Università Cattolica                                                       | Università statali                           | Università statali                                   |
| Ospedali                                     | Croce verde/Croce arancione                                                                                | Croce bianca/Croce gialla                                                  | Croce Verde                                  | Croce Verde                                          |
| Sport e associazioni culturali (esempi)      | Calcio del sabato                                                                                          | Calcio della domenica                                                      | Danze folkloristiche; calcio della domenica  | Scuole di ballo                                      |

Dopo la Seconda guerra mondiale liberali e socialisti, ma anche protestanti e cattolici, cominciarono a mettere in discussione il sistema della pillarizzazione. Questi partiti crearono un movimento per l'unità, il Nederlandse Volksbeweging, che metteva insieme i progressisti di ogni pilastro (incluso il movimento di resistenza cattolica Christofoor). Tale movimento voleva un doorbraak, un rinnovamento del sistema politico. Ma la pillarizzazione era parte integrante della società olandese, era associata al partito socialista (SDAP) e la sua ideologia era un socialismo combinato a principi democratici. Solo la sinistra liberale (VDB) e il partito minoritario protestante (CDU) si unirono allo SDAP per formare un nuovo partito politico: il partito laburista Partij van de Arbeid, o PvdA (1946).
Negli anni sessanta questi pilastri furono ampiamente smantellati, in particolare per la critica politica del partito liberale progressista (Democraten 66, o D66) e della Nieuwe Links (Nuova Sinistra) nel PvdA. Per esempio, la VPRO (Vrijzinnig Protestantse Radio Omroep, Emittente Radio Liberale Protestante) si spostò verso il pilastro generale. Anche la televisione era pillarizzata, ma nei suoi primi anni di vita (anni cinquanta) c'era solo un canale televisivo, quindi tutti guardavano le stesse trasmissioni. I giovani non volevano essere associati alle organizzazioni pillarizzate. Così molte persone si rendevano conto che le persone appartenenti agli altri pilastri non erano molto diverse. L'aumento della ricchezza e dell'istruzione rese le persone indipendenti da molte di queste istituzioni. A partire dal 1973, ARP e CHU del pilastro protestante si unirono al cattolico KVP per formare il CDA (Christen Democratisch Appèl o Appello Cristiano Democratico) e parteciparono alle elezioni politiche del 1977. A partire dal 1976 il sindacato cattolico NKV cominciò a cooperare con il NVV del pilastro socialista e poi si fusero nel FNV (Federatie Nederlandse Vakbeweging o Federazione Neerlandese del Movimento Laburista) nel 1982.
Nel XXI secolo la pillarizzazione è scomparsa ma restano ancora molti residui: per esempio la televisione pubblica è divisa in varie organizzazioni pillarizzate, invece di essere un'unica organizzazione; l'istruzione è divisa tra scuole pubbliche e scuole religiose. Inoltre esistono ancora dei piccoli pilastri, perché di solito i membri delle Chiese Riformate hanno le loro scuole, un'università, i loro giornali nazionali e varie organizzazioni, come un sindacato, ospedali psichiatrici eccetera. Anche la società parallela fondata dagli immigrati musulmani nei Paesi Bassi a volte è considerata un residuo della pillarizzazione.